# Szkółka Niedzielna (czasopismo)
Szkółka Niedzielna – polskie czasopismo ludowe (pismo czasowe poświęcone włościanom), jedno z pierwszych czasopism ludowych w Wielkopolsce.
Czasopismo wychodziło w Lesznie od 1837 do 1853. Redaktorem naczelnym był ksiądz Tomasz Borowicz (1805—1857). Publikowało przede wszystkim materiały o treści religijnej, moralizatorskiej i częściowo również historycznej. Zawierało porady dotyczący uprawy roli, ogrodnictwa, hodowli bydła i innych dziedzin przydatnych na wsi. W przededniu walk Wiosny Ludów jednym z naczelnych celów publikowania czasopisma było łagodzenie wzrastającego na wsi poznańskiej fermentu, zacieranie różnic klasowych i łagodzenie niezadowolenia najuboższej części chłopstwa.